# Samuel Alopaeus
Samuel Alopaeus, född 13 oktober 1721 i Sankt Petersburg, död 14 oktober 1793 i Sordavala, var en finländsk präst.
Alopaeus, som var son till kyrkoherde Johan Alopaeus och Anna Maria Maidelin, blev elev vid Sankt Petersburgs akademiska gymnasium 1741, student vid Kiels universitet 1742 och prästvigdes i Narva 1751. Han var språkmästare vid Viborgs katedralskola 1745–1747, blev nådårspredikant i Sankt Petersburgs finska församling 1751, kyrkoherde där 1752 och kyrkoherde i Sordavala 1755. Han blev medlem av Viborgs domkapitel 1765 och länsprost 1770. Han bedrev även studier i mineralogi och annan naturvetenskap. Han upptäckte på 1760-talet den berömda dolomitmarmorn från Ruskeala i Viborgs län, vilken senare fick betydande användning för byggnadsändamål i Sankt Petersburg.